# سوراخ‌کاری صلیب جادویی

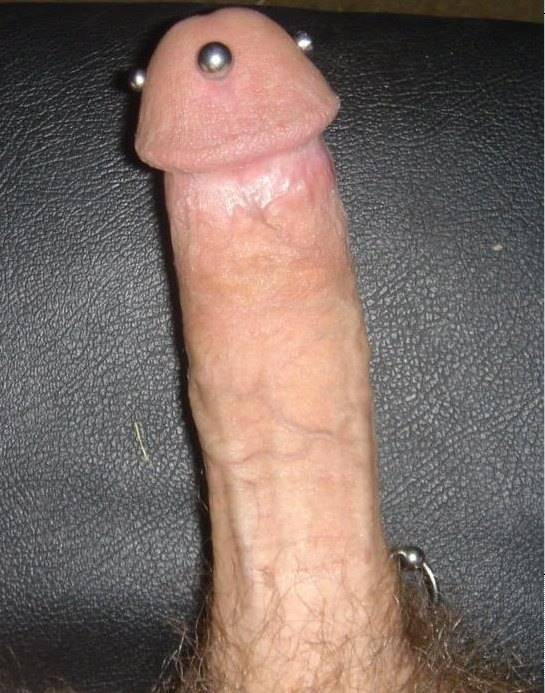
سوراخ‌کاری صلیب جادویی

سوراخ‌کاری صلیب جادویی ترکیبی از سوراخ کاری هاست که شامل سوراخ کاری آپادراویا و آمپالانگ می‌شود. این دو نوع سوراخ کاری با هم شکل یک صلیب را به سرنره می‌دهند. گرچه هر کدام از این دو سوراخ کاری در جلسات جداگانه انجام می‌شوند اما برخی افراد هر دوی آنها را طی یک جلسه انجام داده‌اند.